# Đảo Sobieszewo
Đảo Sobieszewo  (tiếng Đức: Bohnsack; Kashubia: Sobieszewsczi Òstrów) là một hòn đảo nằm trên biển Baltic giữa Vịnh Gdańsk và đồng bằng sông Wisła. Về mặt hành chính, hòn đảo là một phần của thành phố Gdańsk.

## Vị trí
Ranh giới phía bắc của đảo là vịnh biển Gdańsk, trong khi phía nam của nó là một nhánh của sông Wisła, được gọi là Martwa Wisła. Phía tây được hình thành vào năm 1840 trong trận lụt và tạo ra một nhánh mới của sông Wisla gọi là Wismiała Wisła. Phía đông đã được đào vào năm 1895 như một kênh nhân tạo của Wisła, được gọi là Przekop Wisły.
Tại làng Górki Wschodnie trên đảo đặt một trung tâm nghiên cứu về chim. Hòn đảo là một trong số 34 phân khu hành chính của thành phố Gdańsk.

## Thư viện

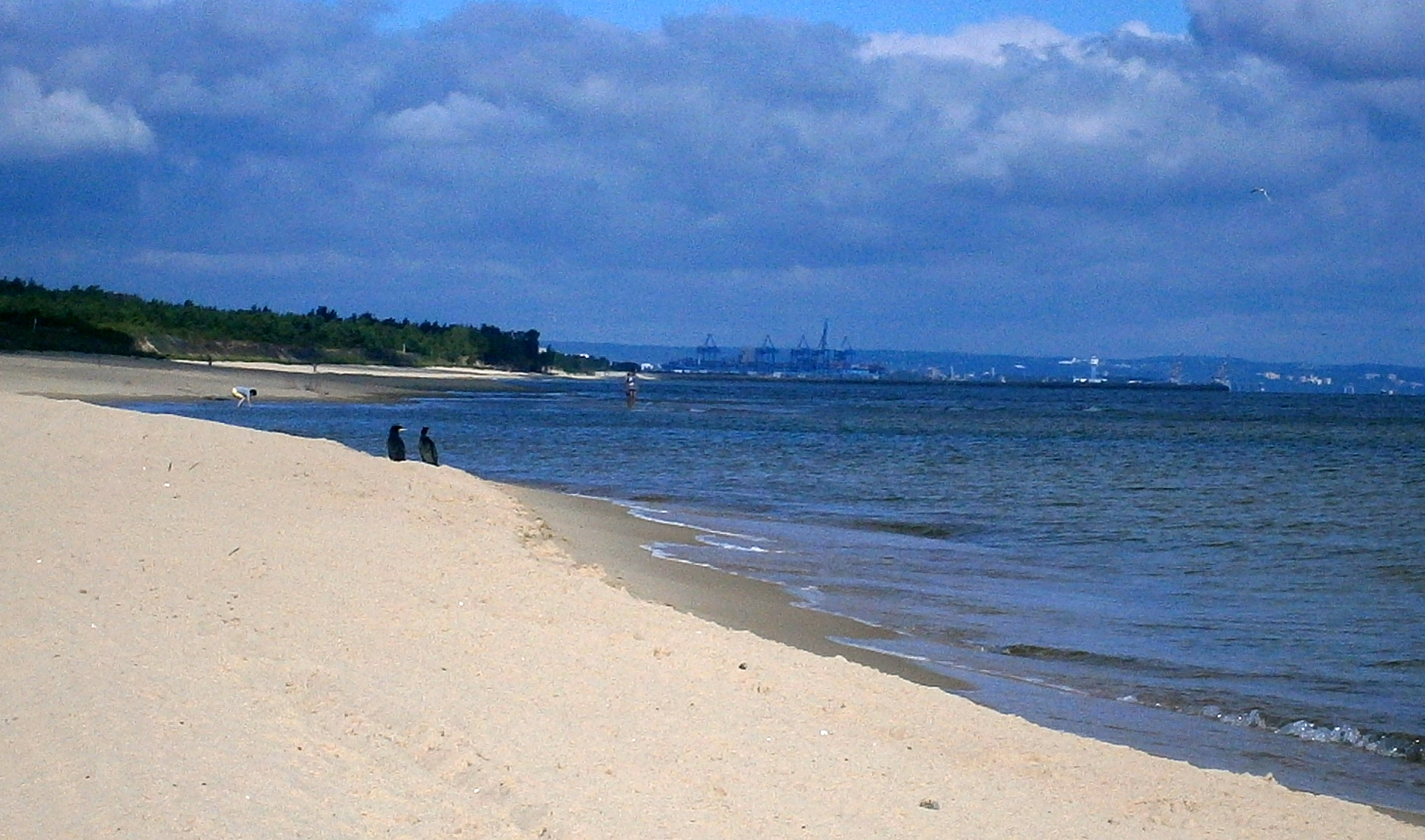
Bãi biển ở Sobieszewo
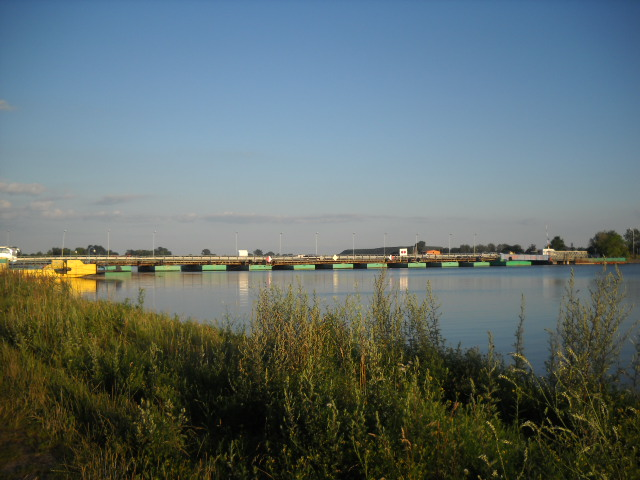
Cầu Pontoon bắc qua sông Martwa Wisła
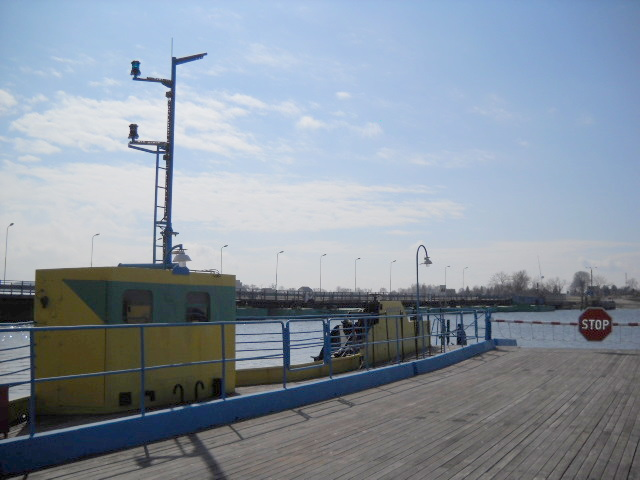
Một con phà chạy song song với cây cầu ở Sobieszewo